# David Soul
David Richard Solberg, dit David Soul, né le 28 août 1943 à Chicago (Illinois, États-Unis), et mort le 4 janvier 2024 à Londres (Angleterre, Royaume-Uni), est un acteur, chanteur, compositeur et interprète américano-britannique.
Il est notamment connu pour son rôle du policier Kenneth « Hutch » Hutchinson dans la série télévisée Starsky et Hutch (1975-1979).
Il a entre autres joué dans des séries américaines comme All in the Family,  Flipper le dauphin, Star Trek, Les Rues de San Francisco, Arabesque, Perry Mason et britanniques telles que Inspecteurs associés et Inspecteur Lewis. En France, il est apparu dans les séries Le juge est une femme et Les filles du Lido et a tenu l'un des rôles principaux de la mini-série Sandra, princesse rebelle (1995).

## Biographie

### Jeunesse et famille
David Solberg est le fils de June Joanne (Nelson), enseignante, et du Dr Richard W. Solberg, un pasteur luthérien mort le 15 novembre 2006 à l'âge de 89 ans. Son père est un haut représentant de l'organisation caritative luthérienne Secours luthérien mondial (en) pendant la reconstruction de l'Allemagne après la Seconde Guerre mondiale. La famille de David Soul a donc beaucoup déménagé durant sa jeunesse. Son frère est également pasteur et milite dans des mouvements sociaux.

### Carrière

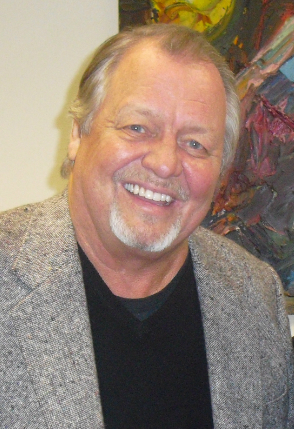
David Soul en 2013.

En 1967, David Soul se fait remarquer pour la première fois en jouant un homme masqué dans une émission de télévision, The Merv Griffin Show (en). Il y chante, le visage caché derrière un masque de skieur, et explique : « Je suis David Soul, je veux qu'on se souvienne de moi pour ma musique. »
Il incarne ensuite le personnage de Joshua Bolt dans la série Cent filles à marier, puis l'associé de l'avocat Arthur Hill dans Owen Marshal : Counselor At Law. Mais c'est avec son rôle de Kenneth « Hutch » Hutchinson dans la série télévisée Starsky et Hutch qu'il se fait connaître sur la scène internationale, avec son partenaire Paul Michael Glaser.
Il joue également dans des séries telles que I Dream of Jeannie (1965-1970), McMillan and Wife (1971-1977) et se fait remarquer face à Clint Eastwood dans le film Magnum Force en 1973. Il apparaît comme guest star dans les séries La Troisième Guerre mondiale, Cannon, Gunsmoke, Les Rues de San Francisco, Star Trek, Little Britain et dans le téléfilm tiré du roman de Stephen King, Les Vampires de Salem (1978).
Après une carrière de chanteur, durant laquelle il produit des succès tels que Don't Give Up On Us et Silver Lady, il connaît un passage difficile dans les années 1980 pendant lequel il mène un long combat contre l'alcoolisme. Dans les années 1990, il s'installe à Londres et commence une nouvelle carrière au théâtre.
En juillet 2004, il reprend le rôle de Jerry Springer dans Jerry Springer - The Opera (en) au Cambridge Theatre (en) de Londres, puis joue le personnage d'Andrew Pennington dans le film tiré du roman d'Agatha Christie, Mort sur le Nil. En 2007, sous la direction de John Doyle (en), il incarne Mack dans une nouvelle mise en scène du spectacle musical de Jerry Herman, Mack and Mabel au Criterion Theatre.
À partir de 2012, il réduit considérablement ses apparitions à la télévision et au cinéma.

### Vie privée
David Soul s'est marié plusieurs fois, notamment avec Karen Carlson, Patty Sherman  et Julia Nickson-Soul. Il a eu quatre enfants, trois garçons et une fille, auxquels s'ajoutent deux garçons dont il était le beau-père, dont China Soul (en), née le 5 mai 1988, qui poursuit une carrière de chanteuse.[réf. nécessaire]
En 2004, il fait une demande de nationalité britannique, qu'il obtient, mais choisit de garder sa nationalité d'origine américaine ainsi que de nombreuses attaches avec son pays.[réf. souhaitée]
Il s'engage dans l'action politique en Angleterre en soutenant le candidat indépendant Martin Bell, élu député de la circonscription de Tatton dans le Cheshire.

### Mort
David Soul meurt d'un cancer du poumon le 4 janvier 2024 à Londres. Dans un communiqué transmis à Sky News, son épouse Helen Snell déclare : « David Soul – mari, père, grand-père et frère bien-aimé – est décédé [jeudi] après une vaillante bataille pour la vie, dans la compagnie affectueuse de sa famille ».
Son complice de la série Starsky et Hutch, l'acteur Paul Michael Glaser, a présenté ses condoléances à la femme et aux enfants de David Soul, déclarant perdre en lui « un frère, un ami, un homme attentionné ».

## Filmographie

### Cinéma
- 1971 : Johnny s'en va-t-en guerre (Johnny Got His Gun) de Dalton Trumbo : Swede
- 1973 : Magnum Force de Ted Post : Davis
- 1975 : Dogpound Shuffle : Pritt
- 1977 : The Stick Up : Duke Turnbeau
- 1979 : Les Vampires de Salem (Salem's lot) de Tobe Hooper : Ben Mears
- 1987 : The Hanoï Hilton de Lionel Chetwynd : Oldham
- 1988 : Rendez-vous avec la mort (Appointment with Death) de Michael Winner : Jefferson Cope
- 1990 : Tides of war de Nello Rossati : Martin Hinkle
- 1990 : In the Cold of the Night de Nico Mastorakis : Dr. Frieberg
- 1994 : Pentathlon de Bruce Malmuth : Heinrich Muller
- 2001 : Tabloïd de David Blair : Harvey
- 2003 : Dickie Roberts : ex-enfant star : lui-même
- 2004 : Starsky et Hutch : caméo à la fin du film avec Paul Michael Glaser, en vendeurs de la nouvelle Torino
- 2005 : Puritan de Hadi Hajaig : Eric Bridges
- 2006 : Old Dog : Chaney Gray/Sal
- 2009 : L'Affaire Farewell de Christian Carion : Hutton
- 2009 : That Deadwood Feeling : Larry

### Télévision
- 1967 : Flipper le dauphin (Flipper) (série télévisée) : Dennis Blake
- 1967 : Jinny de mes rêves (I Dream of Jeannie) (série télévisée) : une ordonnance
- 1967 : Star Trek (série télévisée) : épisode La Pomme : Makora
- 1968-1970 : Cent filles à marier (Here Comes the Brides) (série télévisée) : Joshua Bolt
- 1970 : The Young Rebels (série télévisée) : John Marshall
- 1971 : All in the Family (série télévisée) : Szabo Daborda
- 1971 : Dan August (série télévisée) : Lawrence Merrill III
- 1971 : L'homme de fer (Ironside) (série télévisée) : un membre des « Predators »
- 1971-1974 : Owen Marshall: Counselor at Law (série télévisée) : Pete / Doug
- 1972 : Les Rues de San Francisco (The Streets of San Francisco) (série télévisée) : James Martin
- 1972 : Movin'On (téléfilm) : Jeff
- 1972 : Sur la piste du crime (The F.B.I.) (série télévisée) : Clifford Wade
- 1973 : Intertect (téléfilm) : Curt Lowens
- 1973 : Ghost Story (série télévisée) : James Barlow
- 1973-1974 : Cannon (Cannon) (série télévisée) : Sean / Udo Giesen
- 1974 : McMillan (McMillan and wife) (série télévisée) : Jerry
- 1974 : The Disappearance of Flight 412 (téléfilm) : le capitaine Roy Bishop
- 1974 : Medecins d'aujourd'hui (Medical Center) (série télévisée) : Walter
- 1975 : Police des plaines (Gunsmoke) (série télévisée) : Ike
- 1975-1979 : Starsky et Hutch (Starsky and Hutch) (série télévisée) : l'inspecteur Ken « Hutch » Hutchinson
- 1977 : Le trottoir des grandes (Little Ladies of the Night) (téléfilm) : Lyle York
- 1980 : Swan Song (téléfilm) : Jesse Swan
- 1980 : Rage! (téléfilm) : Cal Morrisey
- 1980 : Homeward Bound (téléfilm) : Jake Seaton
- 1981 : The Manions of America (série télévisée) : Caleb Staunton
- 1982 : La Troisième Guerre mondiale (World War III) (téléfilm) : le colonel Jake Caffey
- 1983 : À l'œil nu (Through Naked Eyes) (téléfilm) : William Parrish
- 1983-1984 : The Yellow Rose (série télévisée) : Roy Champion
- 1983 : Casablanca (série télévisée) : Rick Blaine
- 1984 : Le Crime est notre affaire (Partners in Crime) (série télévisée) : Harry
- 1985 : Code Rebecca (The Key to Rebecca) (téléfilm) : Alex Wolff
- 1986 : Le cinquième missile (The Fifth missile) (téléfilm) : Capt. Kevin Harris
- 1987 : Les Incorruptibles de Chicago (Crime Story) (série télévisée) : le docteur Newhouse
- 1987 : La Main jaune (Harry's Hong Kong) (téléfilm) : Harry Petros
- 1988 : In the Line of Duty: The F.B.I. Murders (téléfilm) : Michael Lee Platt
- 1988 : Le Secret du Sahara (The secret of the Sahara) (Télésuite) : le lieutenant Ryker
- 1988 et 1992 : La loi c'est la loi (Jake and the fatman) (série télévisée) : Nelson Boardman / Dashiell Jaimeson
- 1989 : Le voyageur (The Hitchhiker) (série télévisée) : Cooper Halliday
- 1989 : Alfred Hitchcock présente (Alfred Hitchcok presents) (série télévisée) : Michael Dennison
- 1989 : Unsub (série télévisée) : John Westley Grayson
- 1989 : Prime target (téléfilm) : Peter Armetage
- 1990 : So Proudly We Hail (téléfilm) : Alden Ernst
- 1990 : L'Équipée du Poney Express (The Young Riders) (série télévisée) : Jeremy Stiles
- 1990 : Mariage en noir (The Bride in black) (téléfilm) : Owen Malloy/John McGuire
- 1991 : L'enlèvement de Peggy Ann Bradnick (Cry in the Wild: The Talking of Peggy Ann) (téléfilm) : Terry Anderson
- 1991-1993 : Arabesque (Murder she wrote) (série télévisée) : Wes McSorley / Jordan Barnett
- 1992 : Le Cimetière oublié (téléfilm) : Sam Haney
- 1992 : Perry Mason (série télévisée) : Truman York
- 1993 : Arabesque (série télévisée) : Jordan Barnette
- 1994 : Le juge est une femme (série télévisée) : Jérôme Keaton
- 1994 : Surfers Detectives (High Tide) (série télévisée) : Brian Landis
- 1995 : Les filles du Lido (mini-série télévisée) : Walter
- 1995 : Vents contraires (Crosswinds) (téléfilm) : Quill
- 1995 : Sandra, princesse rebelle (mini-série télévisée) : Zoltan Kouros
- 1998 : Les Nouvelles Aventures de Robin des Bois (The New Adventures of Robin Hood) (série télévisée) : Clément l'ermite
- 1998 : Déluge infernal (Terror in the Mall) (téléfilm) : Roger Karey
- 2001-2002 : Holby City (série télévisée) : Alan Fletcher
- 2002 : Thrill Me de Junior Jack (vidéo clip) : le policier
- 2004 : Inspecteurs associés (Dalziel and Pascoe) (série télévisée) : le détective Gus d'Amato
- 2004 : Hercule Poirot (Agatha Christie's Poirot) (série télévisée) : Andrew Pennington
- 2005 : Jerry Springer: The Opera (téléfilm) : Jerry Springer
- 2012 : Inspecteur Lewis (Lewis) (série télévisée) : Paul Yelland

## Discographie

### Albums

#### Albums studio
| Année | Titre                         | Détails                                          | AUS | NL | NZ | UK | US  |
| ----- | ----------------------------- | ------------------------------------------------ | --- | -- | -- | -- | --- |
| 1976  | David Soul                    | - Sortie : Novembre 1976 - Label : Private Stock | 8   | 13 | 17 | 2  | 40  |
| 1977  | Playing to an Audience of One | - Sortie : 1977 - Label : Private Stock          | 30  | -  | 9  | 8  | 86  |
| 1979  | Band of Friends               | - Sortie : 1979 - Label : Energy                 | -   | -  | -  | 94 | 163 |
| 1982  | The Best Days of My Life      | - Sortie : 1982 - Label : Energy                 | -   | -  | -  | -  | -   |
| 1997  | Leave a Light On...           | - Sortie : 1997 - Label : Self-released          | -   | -  | -  | -  | -   |

#### Compilations
| Année | Titre                                             | Détails                                                                                     | UK |
| ----- | ------------------------------------------------- | ------------------------------------------------------------------------------------------- | -- |
| 1979  | Moods                                             | - Sortie : 1979 - Label : K-tel                                                             | -  |
| 1990  | The Best Of...                                    | - Sortie : 1990 - Label : Connoisseur Collection - Sortie européenne                        | -  |
| 1993  | The Magic Collection                              | - Sortie : 1993 - Label : ARC                                                               | -  |
| 1994  | The Best Of                                       | - Sortie : Mars 1994 - Label : Music Club - Sortie au Royaume-Uni de la compilation de 1990 | -  |
| 2008  | Looking Back – The Very Best Of                   | - Sortie : Octobre 2008 - Label : Vibrant                                                   | -  |
| 2010  | Don't Give Up on Us – The Very Best of David Soul | - Sortie : 29 novembre 2010 - Label : Music Club Deluxe                                     | -  |
| 2020  | Gold                                              | - Sortie : 6 mars 2020 - Label : Crimson                                                    | 28 |

### Singles
(janvier 2024).
| Année | Titre                                                                                          | Classements | Classements | Classements | Classements | Classements | Classements | Classements | Classements | Classements | Classements | Classements | Classements |
| Année | Titre                                                                                          | AUS         | BE (FLA)    | BE (WA)     | CAN         | CAN AC      | IRE         | NL 40       | NL 100      | NZ          | UK          | US          | US AC       |
| ----- | ---------------------------------------------------------------------------------------------- | ----------- | ----------- | ----------- | ----------- | ----------- | ----------- | ----------- | ----------- | ----------- | ----------- | ----------- | ----------- |
| 1966  | The Covered Man (promotion ; sortie exclusive aux Etats-Unis)                                  | -           | -           | -           | -           | -           | -           | -           | -           | -           | -           | -           | -           |
| 1966  | Before (sortie exclusive aux Etats-Unis)                                                       | -           | -           | -           | -           | -           | -           | -           | -           | -           | -           | -           | -           |
| 1967  | No One's Gonna Cry (For You Baby) (promotion ; sortie exclusive aux Etats-Unis)                | -           | -           | -           | -           | -           | -           | -           | -           | -           | -           | -           | -           |
| 1970  | The Train (sortie exclusive aux Etats-Unis)                                                    | -           | -           | -           | -           | -           | -           | -           | -           | -           | -           | -           | -           |
| 1976  | Don't Give Up on Us                                                                            | 1           | 4           | 40          | 1           | 1           | 2           | 3           | 3           | 1           | 1           | 1           | 1           |
| 1977  | Going in with My Eyes Open                                                                     | 10          | 12          | 49          | 58          | 14          | 7           | 17          | 13          | 12          | 2           | 54          | 14          |
| 1977  | Silver Lady                                                                                    | 5           | 12          | 39          | 70          | 36          | 1           | 20          | 16          | 5           | 1           | 52          | 23          |
| 1977  | Let's Have a Quiet Night In                                                                    | -           | -           | -           | -           | -           | 5           | -           | -           | -           | 8           | -           | -           |
| 1978  | It Sure Brings Out the Love in Your Eyes                                                       | -           | -           | -           | -           | -           | 6           | -           | -           | -           | 12          | -           | -           |
| 1980  | Surrender to Me                                                                                | -           | -           | -           | -           | -           | -           | -           | -           | -           | -           | -           | -           |
| 1981  | Fool for Love                                                                                  | -           | -           | -           | -           | -           | -           | -           | -           | -           | -           | -           | -           |
| 1981  | Dreamers (sortie exclusive aux Pays-Bas)                                                       | -           | 20          | -           | -           | -           | -           | -           | 41          | -           | -           | -           | -           |
| 1981  | I Can't Afford That Feeling Anymore (sortie exclusive aux Pays-Bas)                            | -           | -           | -           | -           | -           | -           | -           | -           | -           | -           | -           | -           |
| 1982  | How Can You Tell You Got It (If You Don't Ever Give It Away) (sortie exclusive au Royaume-Uni) | -           | -           | -           | -           | -           | -           | -           | -           | -           | -           | -           | -           |
| 1985  | Amoureus Sans Bagages (avec Claire Séverac ; sortie exclusive à la France et l'Italie)         | -           | -           | -           | -           | -           | -           | -           | -           | -           | -           | -           | -           |
| 1988  | Dream with Me (avec Claire Séverac ; sortie exclusive à la France et à l'Italie)               | -           | -           | -           | -           | -           | -           | -           | -           | -           | -           | -           | -           |
| 1995  | Smoke with No Fire (avec Claire Séverac ; sortie exclusive à la France)                        | -           | -           | -           | -           | -           | -           | -           | -           | -           | -           | -           | -           |

## Voix françaises
En France, Francis Lax a été la voix la plus régulière de David Soul, depuis la série Starsky et Hutch. Vincent Grass l'a également doublé à deux reprises.
| - Francis Lax (*1930 - 2013) dans : - Starsky et Hutch (série télévisée) - Les Vampires de Salem (mini-série) - Le Cinquième Missile (téléfilm) - Arabesque (série télévisée) - Starsky et Hutch | - Vincent Grass dans (les séries télévisées) : - Sandra, princesse rebelle - Inspecteur Lewis - Jean-François Vlérick dans Johnny s'en va-t-en guerre - Michel Bedetti dans Magnum Force - Pascal Renwick (*1954 - 2006) dans Le Secret du Sahara (mini série) - Patrick Guillemin (*1950 - 2011) dans Rendez-vous avec la mort - Jean Roche (*1937 - 2023) dans Mort sur le Nil (téléfilm) |